# Bahía Bustamante
Bahía Bustamante är en vik i Argentina.   Den ligger i provinsen Chubut, i den södra delen av landet, 1 400 kilometer sydväst om huvudstaden Buenos Aires.